# Maracanã-nobre

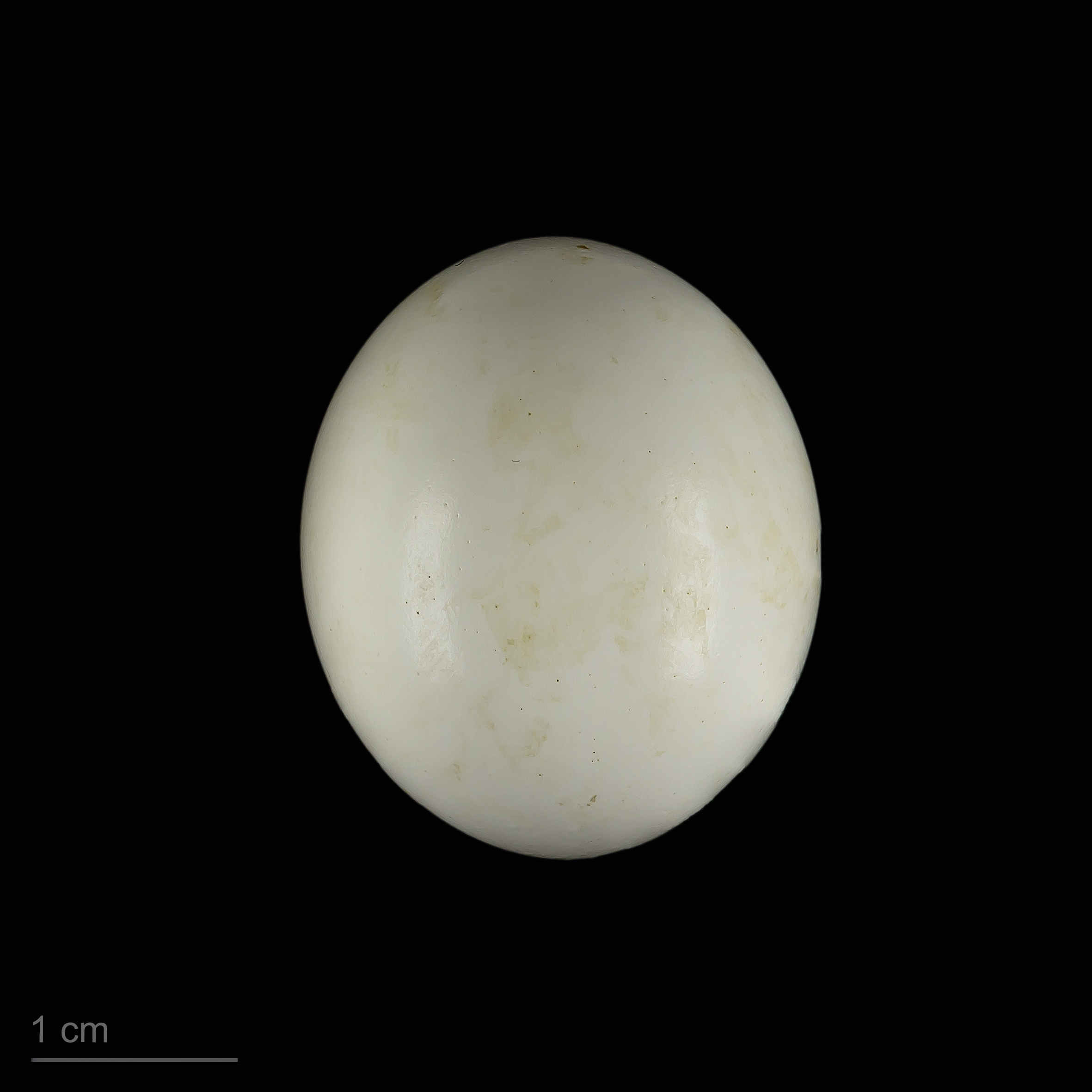
Diopsittaca nobilis - MHNT

O maracanã-nobre ou arara-d'ombros-vermelhos (Diopsittaca nobilis ou Ara nobilis) é um maracanã encontrada em cerrados e beira de matas, da Venezuela e do Suriname ao Brasil. Possui cerca de 30 cm de comprimento, fronte azul, cara branca, encontro e coberteiras inferiores vermelhos. Também é conhecido pelos nomes de ararinha, maroca, maracanã-pequena,  arara-nanica, ararinha-nanica, e maracanã-nobre.